# Kaloplocamus
Kaloplocamus is een geslacht van weekdieren uit de klasse van de Gastropoda (slakken).

## Soorten
- Kaloplocamus acutus Baba, 1949
- Kaloplocamus dokte Vallès & Gosliner, 2006
- Kaloplocamus gulo (Ev. Marcus, 1979)
- Kaloplocamus maculatus (Bergh, 1898)
- Kaloplocamus maru Vallès & Gosliner, 2006
- Kaloplocamus orientalis Thiele, 1925
- Kaloplocamus pacificus (Bergh, 1884)
- Kaloplocamus peludo Vallès & Gosliner, 2006
- Kaloplocamus ramosus (Cantraine, 1835)
- Kaloplocamus yatesi (Angas, 1864)

Niet geaccepteerde soorten:
- Kaloplocamus atlanticus (Bergh, 1892) geaccepteerd als Kaloplocamus ramosus (Cantraine, 1835)
- Kaloplocamus aureus Odhner, 1932 geaccepteerd als Kaloplocamus ramosus (Cantraine, 1835)
- Kaloplocamus filosus Cattaneo-Vietti & Sordi, 1988 geaccepteerd als Kaloplocamus ramosus (Cantraine, 1835)